# Vigo di Fassa
Pour les articles homonymes, voir Vigo.
Vigo di Fassa est une ancienne commune italienne d'environ 1 200 habitants située dans la province autonome de Trente dans la région du Trentin-Haut-Adige dans le nord-est de l'Italie. Elle a fusionné en 2018 avec Pozza di Fassa pour devenir San Giovanni di Fassa.

## Administration
| Période                                  | Période | Identité | Étiquette | Qualité |
| ---------------------------------------- | ------- | -------- | --------- | ------- |
|                                          |         |          |           |         |
| Les données manquantes sont à compléter. |         |          |           |         |

### Communes limitrophes
Pozza di Fassa, Nova Levante, Moena, Soraga

## Jumelages
- Remseck am Neckar (Allemagne)